# Mirafra albicauda
Mirafra albicauda е вид птица от семейство Чучулигови (Alaudidae).

## Разпространение
Видът е разпространен в Етиопия, Демократична република Конго, Кения, Судан, Танзания, Уганда, Чад и Южен Судан.